# 唾液分泌検査

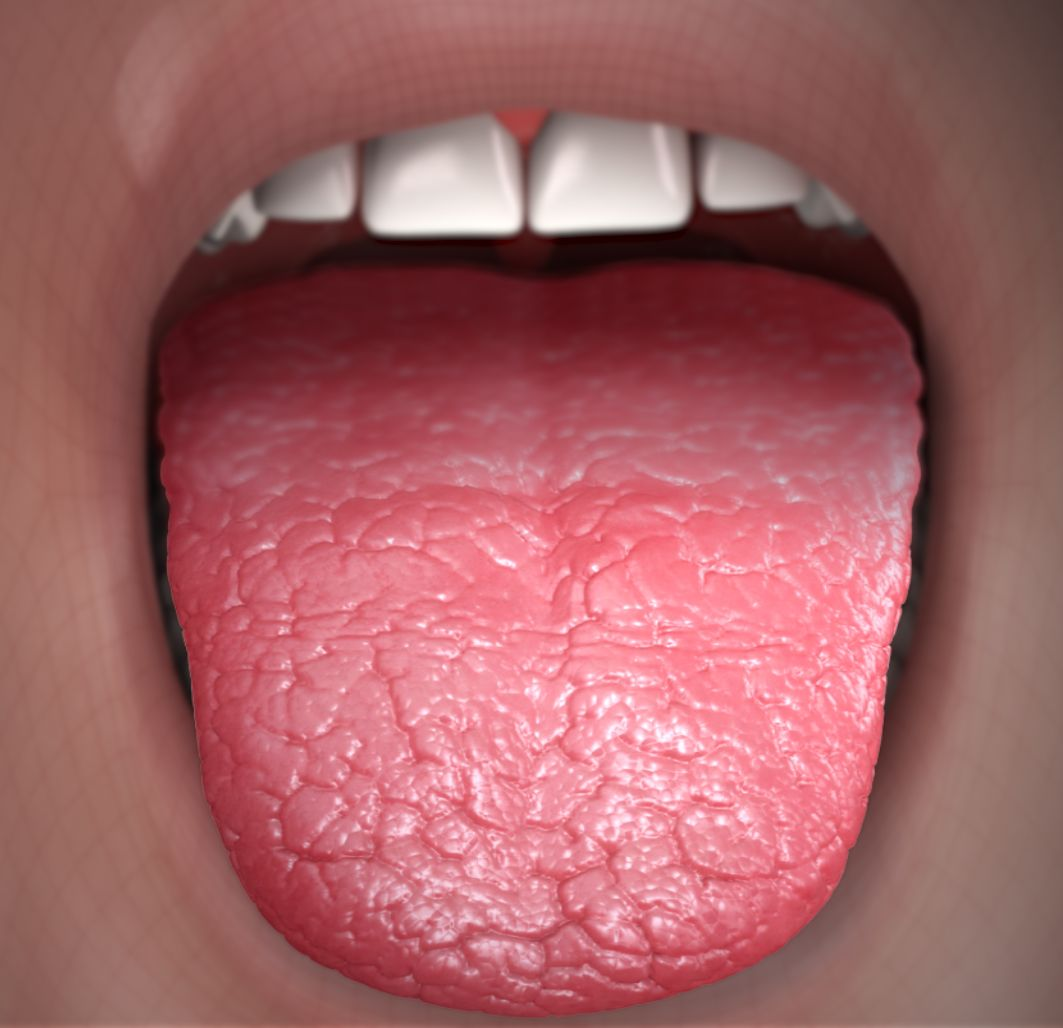
口腔乾燥症（ドライマウス）

唾液分泌検査（だえきぶんぴつけんさ、英語: sialometry）とは、唾液の分泌機能を評価するための検査であり、安静時に実施するものと、咀嚼などの刺激下に実施するもの（ガムテスト、サクソンテスト）とがある。主に、口腔乾燥症（ドライマウス）の診療に用いられる。

## 安静時唾液分泌量検査
安静時唾液分泌量検査（英語: Unstimulated Whole Salivary Flow rate, UWSF）は、咬合や咀嚼などの刺激なしに自然に分泌される唾液の量を評価するものである。

### 吐唾法
2時間以上絶食後、口を閉じた状態で、咬合や咀嚼を行わず、1分に1-2回、唾液を容器に吐出させ、量を計測する。健常人では、0.2 mL/分以上、ないし、0.3-0.4 mL/分程度である。0.1 mL/分以下なら分泌能低下と判断する
。吐唾法は、唾液の吐出が難しい患者では施行できないのが欠点である。

### ワッテ法
唾液を拭った後に舌下にロールワッテ（綿花を円柱状に成形したもの）を入れ、30秒後に取り出して重量変化を計測する。健常人は0.2 g程度で、0.1 g以下は低値と判断する。吐唾法、ガムテスト、サクソンテストが困難な患者でも施行しやすい。

### その他の方法
口角から容器に垂らすドレーニング法、低圧で吸引する吸引法、綿球を唾液腺開口部に置くスワブ法などがある。

## 刺激時唾液分泌量検査
刺激時唾液分泌量検査（英語: Stimulated Whole Salivary Flow rate, SWSF）は、咀嚼などの機械的な刺激下での唾液分泌量検査であり、ガムテストとサクソンテストがよく行われる。ガムテストやサクソンテストで分泌量低下を認めることが、シェーグレン症候群の診断基準の一つである。なお、健常人では、刺激時唾液分泌量は1.5-2.0 mL/分程度である。

### サクソンテスト
ガーゼを2分間咀嚼させ、ガーゼの重量増が2 g（1 g/分）以下なら分泌量低下と判断する。ガムテストに比べ、検査時間が短く、ガムを咀嚼できない場合でも施行できる場合があるのが特長である
。
なお、サクソンテストは米国でアンディ・サクソン（Andy Saxon）により考案された。

### ガムテスト
ガム 1枚を10分間咀嚼させ、その間の唾液を容器に吐出させ、液量（または、重量増）を計測する。10 mL（1 mL/分）以下なら分泌量低下、ないし、10 mL：正常、5-9 mL：境界域、5mL以下：低下、とする。
ガムテストは義歯・歯牙欠損などによりガムを咀嚼できない場合は実施できない。また、ガムのフレーバーの違いがガムテストの結果に影響することがあり、味や香りのついていない検査用のガムを使用することがある。また、ガムは義歯に粘着しやすいのでパラフィンワックスを使用することもある。

## 関連する検査

### 安静時唾液分泌の簡易評価
唾液分泌量自体を測定するものではないが、口腔粘膜の湿潤度のスクリーニングとして、唾液湿潤度検査紙を舌背にあてて吸湿した目盛りを読む簡易検査がある。また、同じ目的で、口腔水分計も使用されることがある。

### 唾液分泌能以外の目的で行われるガムテスト
唾石
唾石による唾液腺閉塞を可視化する目的で、ガムを咀嚼させ、閉塞の上流の唾液腺の腫脹を観察することがある。
巨細胞性動脈炎
巨細胞性動脈炎（側頭動脈炎）に特徴的な顎跛行（がくはこう、虚血のため短時間の咀嚼後に咬筋の疼痛が生じること）を誘発させる目的でガムを咀嚼させることがある。